# Bhantrakuppe, Magadi
Bhantrakuppe là một làng thuộc tehsil Magadi, huyện Ramanagara, bang Karnataka, Ấn Độ.